# King of the Ring 1995
King of the Ring 1995 è stata la terza edizione dell'evento in pay-per-view King of the Ring, prodotto dalla World Wrestling Federation. L'evento si è svolto il 25 giugno 1995 al CoreStates Spectrum di Filadelfia, Pennsylvania. La tagline dell'evento era "Guts and Glory" ("Lacrime e gloria").
Il main event dell'evento fu un tag team match in cui il WWF World Heavyweight Champion Diesel e Bam Bam Bigelow affrontarono Tatanka e Sycho Sid. Diesel vinse l'incontro schienamento su Tatanka. Altri incontri importanti dell'undercard furono Bret Hart contro Jerry Lawler in un "Kiss My Foot" match e la finale del torneo King of the Ring tra Mabel e Savio Vega.

## Storyline
La storyline principale dell'evento fu il King of the Ring stesso. Il primo match di qualificazione si svolse a In Your House 1 dove Mabel sconfisse Adam Bomb in uno squash match al primo turno. Il secondo match del primo turno si svolse il 15 maggio a Raw, dove Bob Holly sconfisse Mantaur. Poi ci furono vari incontri, Razor Ramon avanzò ai quarti di finale il 20 maggio a Superstars of Wrestling sconfiggendo Jacob Blu. Shawn Michaels arrivò ai quarti di finale, sconfiggendo King Kong Bundy il 22 maggio a Raw. In seguito a Superstars of Wrestling il 27 maggio, Kama sconfisse Duke Droese via schienamento. All'inizio dell'episodio di Raw del 29 maggio, l'Intercontinental Champion Jeff Jarrett, fece un promo con The Roadie, affermando che egli avrebbe sconfitto The Undertaker e sarebbe arrivato ai quarti di finale. Jarrett, tuttavia, fu sconfitto da The Undertaker. A differenza di Jarrett, The Roadie riuscì ad avanzare ai quarti di finale sconfiggendo Doink the Clown nella puntata di Superstars of Wrestling del 3 giugno grazie a una distrazione da Jarrett a bordo ring. Owen Hart combatté contro Davey Boy Smith il 5 giugno a Raw (registrato il 14 maggio 1995 a In Your House 1) nella finale del primo turno del match. Il match, però, si concluse un pareggio dopo il limite di quindici minuti. A causa di ciò, nessuno dei due procedette al turno successivo, poi ci fu un match tra Yokozuna e Lex Luger che ebbe luogo il 12 giugno nell'edizione di Raw. Yokozuna vinse poi il match per countout dopo aver eseguito un legdrop. Razor Ramon si qualificò ai quarti di finale ma a causa di un infortunio dopo un Ladder match contro Jeff Jarrett, e quindi non poté continuare il torneo. Di conseguenza, il posto per i quarti di finale fu deciso poco prima del pay-per-view.
Inoltre nel torneo ci furono altre due faide. La prima fu quella tra il WWF Champion Diesel, Bam Bam Bigelow, Tatanka e Sycho Sid. Il feud iniziò dopo WrestleMania XI, e continuò a In Your House 1, dove Diesel affrontò Sid per il WWF Championship. Diesel stava vincendo quando intervenne Tatanka. Ciò permise a Diesel di mantenere il titolo per squalifica.
L'altra faida principale a King of the Ring fu quella tra Jerry Lawler e Bret Hart, che ebbe inizio due anni prima di King of the Ring 1993. Al pay-per-view precedente, In Your House 1: Première, Lawler sconfisse Hart dopo delle interferenze esterne da parte di Hakushi e del suo manager Shinja. Il 22 maggio a Raw, Hart andò di fronte a Lawler al tavolo di commento e gli chiese una rivincita. Lawler accettò e aggiunse una clausola in cui il perdente avrebbe dovuto baciare i piedi del vincitore. Per prepararsi a questo, Lawler trascorse le settimane successive in giro a piedi nudi in stalle di cavallo e non si lavò i piedi fino a quando si batté con Hart. Il 10 giugno a Superstars, Lawler sconfisse Aldo Montoya e lo costrinse a baciargli i piedi.

## Risultati
| #            | Incontri                                                                                       | Stipulazioni                                                  | Durata |
| ------------ | ---------------------------------------------------------------------------------------------- | ------------------------------------------------------------- | ------ |
| Free for All | Savio Vega (con Razor Ramon) ha sconfitto Irwin R. Schyster (con Ted DiBiase)                  | Single match di qualificazione al King of the Ring            | 05:01  |
| 1            | Savio Vega (con Razor Ramon) ha sconfitto Yokozuna (con Mr. Fuji e Jim Cornette) per count-out | Single match Quarto di finale del King of the Ring Tournament | 08:24  |
| 2            | The Roadie (con Jeff Jarrett) ha sconfitto Bob Holly                                           | Single match Quarto di finale del King of the Ring Tournament | 07:11  |
| 3            | Shawn Michaels vs. Kama (con Ted DiBiase) è terminato in un pareggio per limite di tempo       | Single match Quarto di finale del King of the Ring Tournament | 15:00  |
| 4            | Mabel (con Mo) ha sconfitto The Undertaker (con Paul Bearer)                                   | Single match Quarto di finale del King of the Ring Tournament | 10:44  |
| 5            | Savio Vega (con Razor Ramon) ha sconfitto The Roadie (con Jeff Jarrett)                        | Single match Semifinale del King of the Ring Tournament       | 06:36  |
| 6            | Bret Hart ha sconfitto Jerry Lawler                                                            | Kiss My Foot match                                            | 09:20  |
| 7            | Mabel (con Mo) ha sconfitto Savio Vega                                                         | Single match Finale del King of the Ring Tournament           | 08:32  |
| 8            | Bam Bam Bigelow e Diesel hanno sconfitto Sycho Sid e Tatanka (con Ted DiBiase)                 | Tag Team match                                                | 17:35  |

### Struttura del torneo
|  | Ottavi di finale (TV) | Ottavi di finale (TV) | Ottavi di finale (TV) |                |            | Quarti di finale (PPV) | Quarti di finale (PPV) | Quarti di finale (PPV) |  |  | Semifinali (PPV) | Semifinali (PPV) | Semifinali (PPV) |  |  | Finale (PPV) | Finale (PPV) | Finale (PPV) |  |
|  |                       |                       |                       |                |            |                        |                        |                        |  |  |                  |                  |                  |  |  |              |              |              |  |
|  | Adam Bomb             | Adam Bomb             | Schienamento          |                |            |                        |                        |                        |  |  |                  |                  |                  |  |  |              |              |              |  |
|  | Adam Bomb             | Adam Bomb             | Schienamento          |                |            |                        |                        |                        |  |  |                  |                  |                  |  |  |              |              |              |  |
|  | Mabel                 |                       |                       |                |            |                        |                        |                        |  |  |                  |                  |                  |  |  |              |              |              |  |
|  |                       | Mabel                 | Mabel                 | Schienamento   |            |                        |                        |                        |  |  |                  |                  |                  |  |  |              |              |              |  |
|  |                       |                       |                       | Schienamento   |            |                        |                        |                        |  |  |                  |                  |                  |  |  |              |              |              |  |
|  |                       |                       | The Undertaker        | The Undertaker | 10:44      |                        |                        |                        |  |  |                  |                  |                  |  |  |              |              |              |  |
|  | Jeff Jarrett          | Jeff Jarrett          | The Undertaker        | The Undertaker | 10:44      | Schienamento           |                        |                        |  |  |                  |                  |                  |  |  |              |              |              |  |
|  | Jeff Jarrett          | Jeff Jarrett          |                       |                |            |                        |                        |                        |  |  |                  |                  |                  |  |  |              |              |              |  |
|  | The Undertaker        | The Undertaker        | 8:55                  |                |            |                        |                        |                        |  |  |                  |                  |                  |  |  |              |              |              |  |
|  | The Undertaker        | The Undertaker        | 8:55                  | Mabel          |            |                        |                        |                        |  |  |                  |                  |                  |  |  |              |              |              |  |
|  |                       |                       |                       |                |            |                        |                        |                        |  |  |                  |                  |                  |  |  |              |              |              |  |
|  |                       |                       | Forfait               |                |            |                        |                        |                        |  |  |                  |                  |                  |  |  |              |              |              |  |
|  | Kama                  | Kama                  | Schienamento          |                |            |                        |                        |                        |  |  |                  |                  |                  |  |  |              |              |              |  |
|  | Kama                  | Kama                  | Schienamento          |                |            |                        |                        |                        |  |  |                  |                  |                  |  |  |              |              |              |  |
|  | Duke Droese           | Duke Droese           | 2:51                  |                |            |                        |                        |                        |  |  |                  |                  |                  |  |  |              |              |              |  |
|  | Duke Droese           | Duke Droese           | 2:51                  |                | Kama       | Kama                   | Parità                 |                        |  |  |                  |                  |                  |  |  |              |              |              |  |
|  |                       |                       |                       |                | Kama       | Kama                   | Parità                 |                        |  |  |                  |                  |                  |  |  |              |              |              |  |
|  |                       |                       | Shawn Michaels        | Shawn Michaels | 15:00      |                        |                        |                        |  |  |                  |                  |                  |  |  |              |              |              |  |
|  | King Kong Bundy       | King Kong Bundy       | Shawn Michaels        | Shawn Michaels | 15:00      | Schienamento           |                        |                        |  |  |                  |                  |                  |  |  |              |              |              |  |
|  | King Kong Bundy       | King Kong Bundy       |                       |                |            |                        |                        |                        |  |  |                  |                  |                  |  |  |              |              |              |  |
|  | Shawn Michaels        | Shawn Michaels        | 6:01                  |                |            |                        |                        |                        |  |  |                  |                  |                  |  |  |              |              |              |  |
|  | Shawn Michaels        | Shawn Michaels        | 6:01                  |                | Mabel      | Mabel                  | Schienamento           |                        |  |  |                  |                  |                  |  |  |              |              |              |  |
|  |                       |                       |                       |                |            |                        |                        |                        |  |  |                  |                  |                  |  |  |              |              |              |  |
|  |                       |                       | Savio Vega            |                |            |                        |                        |                        |  |  |                  |                  |                  |  |  |              |              |              |  |
|  | Bob Holly             | Bob Holly             | Schienamento          |                |            |                        |                        |                        |  |  |                  |                  |                  |  |  |              |              |              |  |
|  | Bob Holly             | Bob Holly             | Schienamento          |                |            |                        |                        |                        |  |  |                  |                  |                  |  |  |              |              |              |  |
|  | Mantaur               | Mantaur               | 5:29                  |                |            |                        |                        |                        |  |  |                  |                  |                  |  |  |              |              |              |  |
|  | Mantaur               | Mantaur               | 5:29                  |                | Bob Holly  | Bob Holly              | Schienamento           |                        |  |  |                  |                  |                  |  |  |              |              |              |  |
|  |                       |                       |                       |                | Bob Holly  | Bob Holly              | Schienamento           |                        |  |  |                  |                  |                  |  |  |              |              |              |  |
|  |                       |                       | The Roadie            | The Roadie     | 7:30       |                        |                        |                        |  |  |                  |                  |                  |  |  |              |              |              |  |
|  | The Roadie            | The Roadie            | The Roadie            | The Roadie     | 7:30       | Schienamento           |                        |                        |  |  |                  |                  |                  |  |  |              |              |              |  |
|  | The Roadie            | The Roadie            |                       |                |            |                        |                        |                        |  |  |                  |                  |                  |  |  |              |              |              |  |
|  | Doink the Clown       | Doink the Clown       | 5:04                  |                |            |                        |                        |                        |  |  |                  |                  |                  |  |  |              |              |              |  |
|  | Doink the Clown       | Doink the Clown       | 5:04                  |                | The Roadie | The Roadie             | Schienamento           |                        |  |  |                  |                  |                  |  |  |              |              |              |  |
|  |                       |                       |                       |                |            |                        |                        |                        |  |  |                  |                  |                  |  |  |              |              |              |  |
|  |                       |                       | Savio Vega            |                |            |                        |                        |                        |  |  |                  |                  |                  |  |  |              |              |              |  |
|  | Lex Luger             | Lex Luger             | CO                    |                |            |                        |                        |                        |  |  |                  |                  |                  |  |  |              |              |              |  |
|  | Lex Luger             | Lex Luger             | CO                    |                |            |                        |                        |                        |  |  |                  |                  |                  |  |  |              |              |              |  |
|  | Yokozuna              | Yokozuna              | 8:07                  |                |            |                        |                        |                        |  |  |                  |                  |                  |  |  |              |              |              |  |
|  | Yokozuna              | Yokozuna              | 8:07                  |                | Yokozuna   | Yokozuna               | CO                     |                        |  |  |                  |                  |                  |  |  |              |              |              |  |
|  |                       |                       |                       |                | Yokozuna   | Yokozuna               | CO                     |                        |  |  |                  |                  |                  |  |  |              |              |              |  |
|  |                       |                       | Savio Vega            | Savio Vega     | 8:24       |                        |                        |                        |  |  |                  |                  |                  |  |  |              |              |              |  |
|  | Razor Ramon           | Razor Ramon           | Savio Vega            | Savio Vega     | 8:24       | Schienamento           |                        |                        |  |  |                  |                  |                  |  |  |              |              |              |  |
|  | Razor Ramon           | Razor Ramon           |                       |                |            |                        |                        |                        |  |  |                  |                  |                  |  |  |              |              |              |  |
|  | Jacob Blu             | Jacob Blu             | 7:46                  |                |            |                        |                        |                        |  |  |                  |                  |                  |  |  |              |              |              |  |